# Năsturelu
Năsturelu é uma comuna romena localizada no distrito de Teleorman, na região de Muntênia. A comuna possui uma área de 44.54 km² e sua população era de 2785 habitantes segundo o censo de 2007.